# Clear Spot
Clear Spot je sedmé studiové album amerického zpěváka Captaina Beefhearta a jeho skupiny the Magic Band, vydané v říjnu 1972 u Reprise Records. Album produkovali Beefheart a Ted Templeman. Jde o Beefheartovo první album nahrané bez účasti bubeníka Johna Frenche. V roce 2022 vyšlo album u příležitosti 50. výročí v reedici s řadou bonusů.

## Seznam skladeb
Všechny skladby napsal Don Van Vliet.
| Strana 1 | Strana 1                                 | Strana 1 |
| Pořadí   | Název                                    | Délka    |
| -------- | ---------------------------------------- | -------- |
| 1.       | Low Yo Yo Stuff                          | 3:41     |
| 2.       | Nowadays a Woman's Gotta Hit a Man       | 3:46     |
| 3.       | Too Much Time                            | 2:50     |
| 4.       | Circumstances                            | 3:14     |
| 5.       | My Head Is My Only House Unless It Rains | 2:55     |
| 6.       | Sun Zoom Spark                           | 2:13     |

| Strana 2       | Strana 2                          | Strana 2 |
| Pořadí         | Název                             | Délka    |
| -------------- | --------------------------------- | -------- |
| 1.             | Clear Spot                        | 3:40     |
| 2.             | Crazy Little Thing                | 2:38     |
| 3.             | Long Neck Bottles                 | 3:18     |
| 4.             | Her Eyes Are a Blue Million Miles | 2:57     |
| 5.             | Big Eyed Beans from Venus         | 4:23     |
| 6.             | Golden Birdies                    | 1:36     |
| Celková délka: | Celková délka:                    | 37:11    |

## Sestava
- Captain Beefheart (Don Van Vliet) – zpěv, harmonika
- Zoot Horn Rollo (Bill Harkleroad) – kytara, slide kytara, mandolína
- Rockette Morton (Mark Boston) – kytara, baskytara
- Ed Marimba (Art Tripp) – bicí, perkuse
- Orejón (Roy Estrada) – baskytara
- Milt Holland – perkuse
- Russ Titelman – kytara
- The Blackberries – doprovodný zpěv